# Трофимова, Татьяна Алексеевна
Татья́на Алексе́евна Трофи́мова (1905 — 1986) — советский антрополог, специалист по антропологии и палеоантропологии народов Средней Азии и Восточной Европы, кандидат биологических наук (1939), доктор исторических наук (1964).

## Биография
Родилась 17 января 1905 года в Москве, в семье педагогов. В 1914—1919 годах посещала частную гимназию, позднее единую трудовую школу в Москве. В 1919—1923 годах в детском доме — школе II ступени «Искра № 3» на станции Ново-Иерусалимская в Подмосковье, где познакомилась с будущим мужем С. П. Толстовым (1907—1976), основателем Института этнографии АН СССР. В 1923—1930 годах Т. А. Трофимова обучалась в 1-м МГУ (на биологическом отделении, на кафедре антропологии).

### Начало научной деятельности, полевая работа и экспедиции
1931—1934 годах обучалась в аспирантуре в Государственном институте антропологии Московского университета по специальности «расоведение».
В 1925—1940 годах Т. А. Трофимова участвовала в целом ряде экспедиций (дано по автобиографии 1947 года, Личное дело: л. 10-11):
- летом 1925 года — раскопки курганов Льяловской неолитической стоянки, Поздняковской стоянки и стоянки около с. Козина (руководитель Б. С. Жуков);
- летом 1930 года — экспедиция О. Н. Бадера по обследованию археологических памятников верхней Волги;
- осенью 1934 года — раскопки могильника XV—XVI вв. около села Никольского экспедиции ГАИМК в районах Москва-Волгостроя;
- летом 1925 года — антропологическое обследование рабочих тульских оружейных заводов, проводимом В. В. Бунаком, научный сотрудник по антропологии в комплексной экспедиции по изучению Поветлужья;
- в 1926 году — продолжение экспедиции в районах Шарьинском, Городецком, Семеновском Нижегородской губернии, антропологическое обследование рабочих стекольных заводов, проводимое В. В. Бунаком;
- в 1929 году руководитель антропологического отряда экспедиции по изучению мордвы-мокши и татар-мишарей в Пензенской губернии;
- в 1931 году руководитель антропологического отряда по изучению русских Центрально-чернозёмной области и Средне-Волжского Края;
- в 1932 году — научный сотрудник антропологического отряда по изучению татар ТАССР, карагашей (астраханских татар) и казахов нижнего Поволжья и ряда народностей Северного Кавказа: кумыков, аваров, чеченцев и ингушей;
- в 1933 году — антропологическая экспедиция в Калмыцкой АССР;
- в 1935 году руководитель антропологического отряда по изучению Касимовских татар в Рязанской области;
- в 1936 году — антропологическая экспедиция по изучению чувашей в Чувашской АССР;
- в 1937 году — экспедиция Антропологического института по изучению сибирских татар в Омской области и Красноярском крае;
- в 1939 году руководитель отряда антропологической экспедиции Музея антропологии на Северный Урал по изучению манси и русских;
- в 1940 году — экспедиция Института антропологии по изучению русского населения Свердловской и Молотовской областей.

Материалы экспедиций стали фактологической основой для создания методологии в области расоведения и морфологии человека. Антропологи и представители родственных дисциплин используют их до настоящего времени. По результатам были опубликованы десятки научных работ. В 1939 году Т. А. Трофимова защитила диссертацию по тематике антропологического состава татар Поволжья (руководитель — проф. В. В. Бунак), получила ученую степень к.б.н.
В 1941 году Т. А. Трофимова с семьей была эвакуирована в Татарстан, где преподавала в сельской школе.

### В Институте этнографии АН СССР
В августе 1943 году вернулась в Москву и начала работу в созданной Постановлением Президиума АН СССР в декабре 1942 года московской части Института этнографии АН СССР. Директором Института был назначен её муж С. П. Толстов. Заведующим отделом антропологии стал В. В. Бунак. Почти 36 лет Т. А. Трофимова трудилась в Институте этнографии АН СССР (июнь 1943 — апрель 1979). Основное направление — изучение процессов этногенеза славянских и других народностей по антропологическим данным, изучение палеоантропологических материалов с территории древнего Хорезма и прилегающих областей в связи с проблемой этногенеза народов Средней Азии.
В 1950—1960 годы Т. А. Трофимова участвовала в международных конгрессах и научных совещаниях. В 1956 году представляла доклад в Париже, в 1959 в Будапеште на конференции антропологов Венгрии, в 1960 на VI МКАЭН в Париже, в 1961 и 1965 годах на V и VIII конгрессах чехословацких антропологов, в 1961 посетила археологическую конференцию в Дели, посвященную 100-летию археологической службы в Индии. В 1963 году в Институте этнографии АН СССР Т. А. Трофимова защитила докторскую диссертации на тему: «Древнее население Хорезма и сопредельных областей по данным палеоантропологии». Защита диссертации проходила по совокупности опубликованных работ. В мае 1964 года присвоена ученая степень доктора исторических наук.
В 1963—1964 — и. о. заведующего Отделом антропологии ИЭ АН СССР. В 1964—1968 — с.н.с., в 1969—1976 — заведующая Отделом антропологии. Май 1976 — переведена в с.н.с.- консультанты, 2 апреля 1979 года ушла на заслуженный отдых.
Скончалась 5 апреля 1986 года у себя дома в Москве. Похоронена на Кунцевском кладбище, рядом с мужем.

## Награды
- медаль «За трудовую доблесть» (1945 г.),
- медаль «За доблестный труд в Великой Отечественной войне» (1945 г.),
- медаль «В память 800-летия Москвы» (1947 г.),
- медаль «За трудовую доблесть» (1953 г.).
- медаль «Ветеран труда» вручена распоряжением Президиума АН СССР «За долголетний добросовестный труд в области науки» (апрель 1977 г.)

## Семья
Муж — Сергей Павлович Толстов (1907 — 1976) — советский историк, этнограф, археолог, исследователь истории народов Средней Азии; истории, этногенеза, культуры каракалпакского народа, открыватель древнехорезмийской цивилизации. Директор Института этнографии, директор Института востоковедения и учёный секретарь Президиума Академии наук СССР (одновременно), а также заведующий кафедрой этнографии (1939—1951) и декан исторического факультета МГУ (1943—1945). Член-корреспондент АН СССР (1953), почётный член АН Узбекской ССР.
Дочь — Лада Сергеевна Толстова (1927—1991) — специалист по этнографии каракалпаков в Институте этнографии.